# Керквілл (Айова)
Керквілл (англ. Kirkville) — місто (англ. city) в США, в окрузі Вапелло штату Айова. Населення — 157 осіб (2020).

## Географія
Керквілл розташований за координатами 41°8′32″ пн. ш. 92°30′13″ зх. д. / 41.14222° пн. ш. 92.50361° зх. д. (41.142249, -92.503587).  За даними Бюро перепису населення США в 2010 році місто мало площу 1,44 км², уся площа — суходіл.

## Демографія
Згідно з переписом 2010 року, у місті мешкало 167 осіб у 68 домогосподарствах у складі 46 родин. Густота населення становила 116 осіб/км².  Було 74 помешкання (51/км²).
Расовий склад населення:
| - 97,6 % — білих - 0,6 % — корінних американців - 1,2 % — осіб інших рас |

До двох чи більше рас належало 0,6 %. Частка іспаномовних становила 1,8 % від усіх жителів.
За віковим діапазоном населення розподілялося таким чином: 22,8 % — особи молодші 18 років, 66,4 % — особи у віці 18—64 років, 10,8 % — особи у віці 65 років та старші. Медіана віку мешканця становила 43,5 року. На 100 осіб жіночої статі у місті припадало 111,4 чоловіків;  на 100 жінок у віці від 18 років та старших — 118,6 чоловіків також старших 18 років.
Середній дохід на одне домашнє господарство  становив 48 013 долари США (медіана — 45 833), а середній дохід на одну сім'ю — 51 315 доларів (медіана — 46 667). За межею бідності перебувало 2,8 % осіб, у тому числі 0,0 % дітей у віці до 18 років та 0,0 % осіб у віці 65 років та старших.
Цивільне працевлаштоване населення становило 88 осіб. Основні галузі зайнятості: виробництво — 36,4 %, роздрібна торгівля — 22,7 %, освіта, охорона здоров'я та соціальна допомога — 13,6 %, транспорт — 11,4 %.